# Comuna Palamuse
Palamuse este o comună (vald) din Comitatul Jõgeva, Estonia.

Comuna cuprinde un număr de 25 de sate și un târgușor (alevik) - Palamuse, care este reședința.

## Localități componente

### Târgușoare
- Palamuse

### Sate
- Eerikvere
- Ehavere
- Imukvere
- Järvepera
- Kaarepere
- Kaiavere
- Kassivere
- Kivimäe
- Kudina
- Luua
- Mullavere
- Nava
- Pikkjärve
- Praaklima
- Raadivere
- Rahivere
- Ronivere
- Sudiste
- Süvalepa
- Toovere
- Vaidavere
- Vanavälja
- Varbevere
- Visusti
- Änkküla